# Aka-e

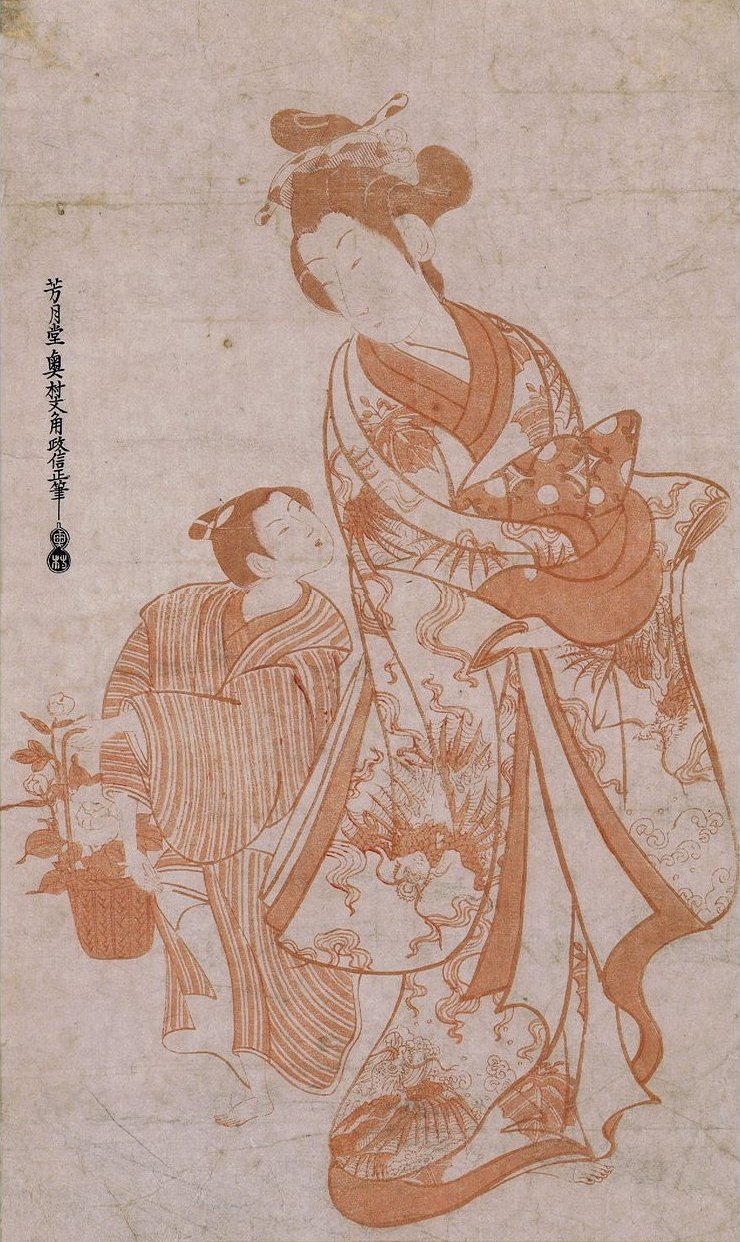
Courtisane et vendeur de fleurs, un aka-e par Okumura Masanobu, c. 1730.

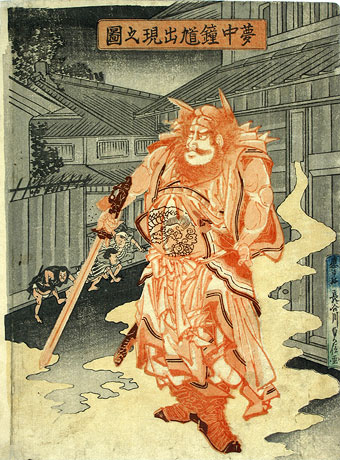
Shōki apparaît dans un rêve (Muchû Shôki shutsugen no zu), a chûban un aka-e par Sadanobu Hasegawa I, c. 1840.

Une aka-e ou « image en rouge » est un type d'image ukiyo-e entièrement ou en majeure partie imprimée en rouge. Les aka-e étaient supposés servir de talismans contre la variole, particulièrement lorsqu'étaient représentées des images de Shōki le dompteur de démons. Une estampe ayant une partie importante de son dessin entièrement en rouge peut aussi être considérée comme un aka-e. D'ailleurs, l’estampe de Yokohama (ou Yokohama ukiyo-e ou Yokohama-e, 1859-1880) est également appelée aka-e car son impression utilise pour la première fois au Japon un colorant rouge synthétique importé d’Europe.